# ASG (album)
ASG è il primo album dell'omonima band statunitense, pubblicato nel 2002 dalla Volcom Entertainment Records.

## Tracce
1. Yawn
2. Comosaguas
3. Once Again
4. One Less Crutch
5. Polaris
6. Breakthrough
7. Species American
8. Clocked In
9. Cowboys and Indians
10. Crippled Minds
11. Time Flies High
12. The Saga